# Alçay-Alçabéhéty-Sunharette
Alçay-Alçabéhéty-Sunharette (Baskisch:Altzai-Altzabeheti-Zunharreta) is een gemeente in het Franse departement Pyrénées-Atlantiques (regio Nouvelle-Aquitaine) en telt 233 inwoners (2005). De plaats maakt deel uit van het arrondissement Oloron-Sainte-Marie en ligt in de Baskische provincie Soule.

## Geografie
De oppervlakte van Alçay-Alçabéhéty-Sunharette bedraagt 34,1 km², de bevolkingsdichtheid is 6,8 inwoners per km².
De onderstaande kaart toont de ligging van Alçay-Alçabéhéty-Sunharette met de belangrijkste infrastructuur en aangrenzende gemeenten.

## Demografie
Onderstaande figuur toont het verloop van het inwonertal (bron: INSEE-tellingen).

1. ↑  Populations de référence 2022.